# 5 Days of War
5 Days of War (5 Days of August i Georgien) är en Hollywoodfilm om den rysk-georgiska konflikten som ledde till kriget i Georgien i augusti år 2008. 

## Om filmen
Regissör är den finsk-amerikanske filmregissören och producenten Renny Harlin. Inspelningarna inleddes i oktober 2009 i Tbilisi, Georgiens huvudstad. Efter förfrågan från filmproducenterna försåg den georgiska militären produktionen med militär utrustning, uniformer, stridsvagnar och helikoptrar. Georgiens president Micheil Saakasjvili tillät användning av sitt presidentpalats, Avlabaripalatset, som inspelningsplats.

## Rollista (urval)
- Andy García – Saakasjvili
- Emmanuelle Chriqui – Tatia, en ung georgisk flicka
- Rupert Friend – Thomas Anders, en amerikansk reporter
- Johnathon Schaech – Rezo Avaliani, en ung georgisk officer
- Val Kilmer – en nederländsk journalist som arbetar i Georgien.[2]
- Richard Coyle – Sebastian Ganz
- Dean Cain – Chris Bailot
- Rade Šerbedžija – överste Alexandr Demidov
- Antje Traue – Zoe
- Heather Graham – Miriam Eisner
- Micheil Gomiasjvili – Anton Meddevi
- Mikko Nousiainen – Daniil

## Reaktioner
5 Days of War har haft ett stormigt mottagande runt om världen, med många kritiker som beskriver filmen som propaganda för Georgiens president och en ensidig berättelse om ett krig, där båda parter gjorde fel. 
Bloomberg och Washington Post gav båda en extremt dålig kritik, en stjärnas betyg av filmen. 
Anna Neistat från Human Rights Watch anser att filmen är rent av farlig i de nuvarande politiska klimatet, och att filmen använder ett mycket selektivt och överdrivet synsätt på Rysslands och Sydossetiens skuld, när den samtidigt målar upp georgierna som fredsänglar.